# Robert Glatzer
Robert Glatzer (* 15. Oktober 1925 in Berlin; † 4. Juni 1995 in Königswinter) war ein deutscher Architekt, der zunächst als Baubeamter und später freiberuflich arbeitete.

## Leben und Wirken
Glatzer studierte nach dem Zweiten Weltkrieg, in dem er ein Bein verlor, von 1946 bis 1950 Architektur an der Technischen Hochschule Berlin  u. a. bei Hans Freese. Zu dieser Zeit war sein Professor auch Rektor der Hochschule, der seinem Schüler eine erste Stelle beim Berliner Senat im Planungsamt vermittelte. Dort blieb Glatzer fast drei Jahre und wechselte dann zu der 1950 neugegründeten Bundesbehörde, der Bundesbaudirektion (BBD) und übernahm später die Leitung der Planungsabteilung der BBD für den Hauptstadtausbau in Bonn.
Seine erste Aufgabe war hier die Planung und Durchführung des Freese-Entwurfs für das Auswärtige Amt, das 1955 – nach Freeses Tod – von ihm fertiggestellt wurde. Robert Glatzer blieb in Bonn und übernahm daraufhin die Oberbauleitung aller Neubaumaßnahmen der Bundesregierung.
1968 wurde die Planungsgruppe Stieldorf in Stieldorf (Stadt Königswinter) bei Bonn gegründet. Glatzer schied zwei Jahre später aus dem Staatsdienst aus, trat der Planungsgruppe bei und wurde in Vinxel bei Stieldorf sesshaft. Federführend in der Planungsgruppe Stieldorf war Glatzer bei dem Wettbewerbsentwurf 1974 für das ZDF-Sendezentrum in Mainz (mit Peter Türler). Weiterhin erwähnenswert ist z. B. die Wohnhausgruppe Panoramaweg im Siebengebirge. Später verlegte er seinen Schwerpunkt bis zu seinem Ausscheiden aus der Planungsgruppe 1994 auf die Sanierung historischer Gebäude.